# Söllingen (Dolna Saksonia)
Söllingen – miejscowość i gmina w Niemczech, w kraju związkowym Dolna Saksonia, w powiecie Helmstedt, wchodzi w skład  gminy zbiorowej Heeseberg. 1 listopada 2016 do gminy przyłączono gminy Ingeleben oraz Twieflingen, które stały się automatycznie jej dzielnicami.